# Natsumi Fujiwara
Natsumi Fujiwara (藤原 夏海 Fujiwara Natsumi?, 2 de junio de 1994) es una actriz de voz japonesa afiliada a Arts Vision.

## Biografía
Fujiwara nació el 2 de junio de 1994 en la prefectura de Shizuoka, Japón. Se graduó en el Instituto de interpretación de narración de Japón. Entre sus compañeros de clase se encontraba Kaede Hondo. Su primer papel protagónico en su carrera fue el de Chihiro Komiya en la serie de anime Shōnen Maid, dos años después de su debut.
En 2021, recibió el premio a Mejores Actrices Revelación en la 15.ª edición de los Seiyu Awards.

## Filmografía
Los papeles principales están en negrita

### Anime

#### Series de televisión
| Año  | Título                                                                       | Rol                      | Refs.         |
| ---- | ---------------------------------------------------------------------------- | ------------------------ | ------------- |
| 2015 | Kidō Senshi Gundam: Tekketsu no Orphans                                      | McGillis Fareed (niño)   | [ 7 ] [ 8 ]   |
| 2016 | Beyblade Burst                                                               | Ukyo Ibuki               | [ 7 ] [ 8 ]   |
| 2016 | Aikatsu Stars!                                                               | Rei Kizaki               | [ 7 ] [ 8 ]   |
| 2016 | Shōnen Maid                                                                  | Chihiro Komiya           | [ 9 ]         |
| 2016 | Qualidea Code                                                                | Ginko Sajihara           | [ 7 ] [ 8 ]   |
| 2016 | ViVid Strike!                                                                | Karna Maven              | [ 7 ] [ 8 ]   |
| 2016 | Kidō Senshi Gundam: Tekketsu no Orphans 2nd Season                           | McGillis Fareed (niño)   | [ 7 ] [ 8 ]   |
| 2016 | Keijo!!!!!!!!                                                                | Atsuko Yoshida           | [ 7 ] [ 8 ]   |
| 2016 | ClassicaLoid                                                                 | Akira Mitsuru            | [ 7 ] [ 8 ]   |
| 2017 | Yōjo Senki                                                                   | Aisha Schubert           | [ 7 ] [ 8 ]   |
| 2017 | Minami Kamakura Kōkō Joshi Jitensha-Bu                                       | Natsumi Higa             | [ 10 ]        |
| 2017 | Super Lovers 2                                                               | Haru Kaidō (niño)        | [ 7 ] [ 8 ]   |
| 2017 | Alice to Zōroku                                                              | Asahi Hinagiri           | [ 7 ] [ 8 ]   |
| 2017 | Tomica Hyper Rescue Drive Head: Kidō Kyūkyū Keisatsu                         | Gō Kurumada              | [ 11 ]        |
| 2017 | Yu☆Gi☆Oh! VRAINS                                                             | Miyu Sugisaki            | [ 7 ] [ 8 ]   |
| 2017 | Knight's & Magic                                                             | Batson Tendony           | [ 12 ]        |
| 2017 | Senki Zesshō Symphogear AXZ                                                  | Sonia Virena             | [ 7 ] [ 8 ]   |
| 2017 | Mahōjin Guru Guru                                                            | Zaza                     | [ 7 ] [ 8 ]   |
| 2017 | Sengoku Night Blood                                                          | Imari                    | [ 7 ] [ 8 ]   |
| 2018 | Hakata Tonkotsu Ramens                                                       | Reiko Asakura            | [ 7 ] [ 8 ]   |
| 2018 | Darling in the Franxx                                                        | Gorō (niño)              | [ 7 ] [ 8 ]   |
| 2018 | Saiki Kusuo no Ψ-nan 2                                                       | Tōma Hakechi (niño)      | [ 7 ] [ 8 ]   |
| 2018 | Jūshinki Pandora                                                             | Glenn Din (niño)         | [ 7 ] [ 8 ]   |
| 2018 | Gundam Build Divers                                                          | Yukio Hidaka             | [ 7 ] [ 8 ]   |
| 2018 | Tokyo Ghoul: re                                                              | Tōru Mutsuki             | [ 13 ]        |
| 2018 | Major 2nd                                                                    | Daigo Shigeno            | [ 14 ]        |
| 2018 | Satsuriku no Tenshi                                                          | Edward Mason / Eddie     | [ 15 ]        |
| 2018 | To Aru Majutsu no Index III                                                  | Bayloupe                 | [ 7 ] [ 8 ]   |
| 2018 | JoJo's Bizarre Adventure: Golden Wind                                        | Giorno Giovanna (niño)   | [ 7 ] [ 8 ]   |
| 2018 | Fairy Tail: Final Series                                                     | Dimaria Yesta            | [ 16 ]        |
| 2018 | Tokyo Ghoul: re 2nd Season                                                   | Tōru Mutsuki             | [ 7 ] [ 8 ]   |
| 2018 | Merc Storia: Mukiryoku no Shōnen to Bin no Naka no Shōjo                     | Shijie                   | [ 7 ] [ 8 ]   |
| 2019 | W'z                                                                          | Midori Okuike (niño)     | [ 7 ] [ 8 ]   |
| 2019 | Tate no Yūsha no Nariagari                                                   | Keel                     | [ 17 ]        |
| 2019 | Bokutachi wa Benkyō ga Dekinai                                               | Kazuki Yuiga             | [ 7 ] [ 8 ]   |
| 2019 | One Punch-Man 2nd Season                                                     | Princess Super S, Tareo  | [ 7 ] [ 8 ]   |
| 2019 | Hakata Mentai! Pirikarako-chan                                               | Caviar-kun               | [ 7 ] [ 8 ]   |
| 2019 | Isekai Cheat Magician                                                        | Susora                   | [ 7 ] [ 8 ]   |
| 2019 | Tsūjō Kōgeki ga Zentai Kōgeki de Ni-kai Kōgeki no Okāsan wa Suki Desu ka?    | Amante                   | [ 7 ] [ 8 ]   |
| 2019 | Dungeon ni Deai o Motomeru no wa Machigatteiru Darō ka II                    | Samira                   | [ 7 ] [ 8 ]   |
| 2019 | Ahiru no Sora                                                                | Sora Kurumatani (niño)   | [ 7 ] [ 8 ]   |
| 2019 | Bokutachi wa Benkyō ga Dekinai!                                              | Kazuki Yuiga             | [ 7 ] [ 8 ]   |
| 2019 | Shin Chūka Ichiban!                                                          | Liu Mao Xing             | [ 18 ]        |
| 2019 | Rifle Is Beautiful                                                           | Akira Shinome            | [ 19 ]        |
| 2020 | Rikei ga Koi ni Ochita no de Shōmei Shite Mita                               | Kōsuke Inukai (niño)     | [ 7 ] [ 8 ]   |
| 2020 | Major 2nd 2nd Season                                                         | Daigo Shigeno            | [ 7 ] [ 8 ]   |
| 2020 | Gleipnir                                                                     | Shuichi Kagaya (niño)    | [ 7 ] [ 8 ]   |
| 2020 | Mewkledreamy                                                                 | Hagi                     | [ 7 ] [ 8 ]   |
| 2020 | The God of High School                                                       | Il-Pyo Park (niño)       | [ 7 ] [ 8 ]   |
| 2020 | Great Pretender                                                              | Abigail Jones            | [ 20 ]        |
| 2020 | Akudama Drive                                                                | Mensajero (niño)         | [ 7 ] [ 8 ]   |
| 2021 | Hataraku Saibō!!                                                             | Nyuusankin (Panda)       | [ 7 ] [ 8 ]   |
| 2021 | Kemono Jihen                                                                 | Kabane Kusaka            | [ 21 ]        |
| 2021 | Shin Chūka Ichiban! 2nd Season                                               | Liu Mao Xing             | [ 7 ] [ 8 ]   |
| 2021 | Fruits Basket: The Final                                                     | Ayame Sōma (niño)        | [ 7 ] [ 8 ]   |
| 2021 | Uchū Nanchara Kotetsu-kun                                                    | Kotetsu                  | [ 7 ] [ 8 ]   |
| 2021 | Kyōkyoku Shinka Shita Full Dive RPG ga Genjitsu Yorimo Kuso-Ge Dattara       | Martin (niño)            | [ 7 ] [ 8 ]   |
| 2021 | 86: Eighty-Six                                                               | Theoto Rikka             | [ 22 ]        |
| 2021 | Mewkledreamy Mix!                                                            | Hagi                     | [ 7 ] [ 8 ]   |
| 2021 | Night Head 2041                                                              | Takuya Kuroki (niño)     | [ 23 ]        |
| 2021 | 86: Eighty-Six Part 2                                                        | Theoto Rikka             | [ 7 ] [ 8 ]   |
| 2021 | Waccha PriMagi!                                                              | Tōma Ibuki (niño)        | [ 7 ] [ 8 ]   |
| 2021 | Kyūketsuki Sugu Shinu                                                        | Shin'ichi Katō           | [ 7 ] [ 8 ]   |
| 2021 | Kyōkai Senki                                                                 | Gai                      | [ 7 ] [ 8 ]   |
| 2021 | Build Divide: Code Black                                                     | Teruto Kurabe (niño)     | [ 7 ] [ 8 ]   |
| 2022 | Sabikui Bisco                                                                | Nuts                     | [ 7 ] [ 8 ]   |
| 2022 | Aharen-san wa Hakarenai                                                      | Atsushi                  | [ 24 ]        |
| 2022 | Build Divide: Code White                                                     | Teruto Kurabe (niño)     | [ 7 ] [ 8 ]   |
| 2022 | Cap Kakumei Bottleman DX                                                     | Ayata Ebarada            | [ 25 ]        |
| 2022 | Tate no Yūsha no Nariagari Season 2                                          | Keel                     | [ 7 ] [ 8 ]   |
| 2022 | Spy x Family                                                                 | Damian Desmond           | [ 26 ]        |
| 2022 | Kyōkai Senki Part 2                                                          | Gai                      | [ 7 ] [ 8 ]   |
| 2022 | Shoot! Goal to the Future                                                    | Kazama (niño)            | [ 7 ] [ 8 ]   |
| 2022 | Kinsō no Vermeil                                                             | Rex Forward (niño)       | [ 7 ] [ 8 ]   |
| 2022 | Orient: Awajishima Gekitō-hen                                                | Haruisa Shimazu (niño)   | [ 7 ] [ 8 ]   |
| 2022 | Fūto Tantei                                                                  | Hideo Chiba              | [ 7 ] [ 8 ]   |
| 2022 | Spy x Family Part 2                                                          | Damian Desmond           | [ 7 ] [ 8 ]   |
| 2023 | Kyūketsuki Sugu Shinu 2                                                      | Shin'ichi Katō           | [ 7 ] [ 8 ]   |
| 2023 | Kami-tachi ni Hirowareta Otoko Season 2                                      | Michelle                 | [ 7 ] [ 8 ]   |
| 2023 | Kawaisugi Crisis                                                             | Yozora                   | [ 27 ]        |
| 2023 | Kidō Senshi Gundam: Suisei no Majo Season 2                                  | Sedo                     | [ 7 ] [ 8 ]   |
| 2023 | Kimi wa Hōkago Insomnia                                                      | Kanami Anamizu           | [ 28 ]        |
| 2023 | Niehime to Kemono no Ō                                                       | Clops                    | [ 29 ]        |
| 2023 | Okashi na Tensei                                                             | Marcarullo "Marc" Doroba | [ 30 ]        |
| 2023 | Jujutsu Kaisen 2nd Season                                                    | Megumi Fushiguro (niño)  | [ 7 ] [ 8 ]   |
| 2023 | Rurouni Kenshin                                                              | Sanosuke Sagara (niño)   | [ 7 ] [ 8 ]   |
| 2023 | Seija Musō                                                                   | Elizabeth                | [ 7 ] [ 8 ]   |
| 2023 | Shinigami Bocchan to Kuro Maid 2nd Season                                    | Niko                     | [ 31 ]        |
| 2023 | Tate no Yūsha no Nariagari Season 3                                          | Keel                     | [ 32 ]        |
| 2023 | Spy × Family Season 2                                                        | Damian Desmond           | [ 33 ]        |
| 2023 | Hikikomari Kyūketsu Hime no Monmon                                           | Delphine                 | [ 34 ]        |
| 2023 | Kikansha no Mahō wa Tokubetsu Desu                                           | Pram Schneider           | [ 35 ]        |
| 2024 | Momochi-san Chi no Ayakashi Ōji                                              | Aoi Nanamori (niño)      | [ 36 ]        |
| 2024 | Yozakura-san Chi no Daisakusen                                               | Hikaru Asano             | [ 37 ]        |
| 2024 | Tensei Kizoku, Kantei Skill de Nariagaru                                     | Ars Louvent              | [ 38 ]        |
| 2024 | Shinigami Bocchan to Kuro Maid 3rd Season                                    | Niko                     | [ 39 ]        |
| 2024 | Shinkalion: Change the World                                                 | Ten Uotora               | [ 40 ]        |
| 2024 | Shōshimin Series                                                             | Kasumi Kawamata          | [ 41 ]        |
| 2024 | Kami no Tō: Ōji no Kikan                                                     | Tin                      | [ 42 ]        |
| 2024 | Tensei Kizoku, Kantei Skill de Nariagaru 2nd Season                          | Ars Louvent              | [ 43 ] [ 44 ] |
| 2024 | Rurouni Kenshin: Meiji Kenkaku Romantan: Kyoto Dōran                         | Sanosuke Sagara (niño)   | [ 45 ]        |
| 2024 | Bleach: Sennen Kessen-hen - Sōkoku-tan                                       | Jūshirō Ukitake          | [ 46 ]        |
| 2024 | Dungeon ni Deai o Motomeru no wa Machigatteiru Darō ka V: Hōjō no Megami-hen | Samira                   | [ 47 ]        |
| 2024 | Blue Lock vs. U-20 Japan                                                     | Oliver Aiku (niño)       | [ 48 ]        |
| 2025 | Kusuriya no Hitorigoto 2nd Season                                            | Kyō-u                    | [ 49 ]        |
| 2025 | Übel Blatt                                                                   | Fargo (niño)             | [ 50 ]        |
| 2025 | The Beginning After the End                                                  | Arthur Leywin            | [ 51 ]        |
| 2025 | Rock wa Lady no Tashinamideshite                                             | Tamaki Shiraya           | [ 52 ]        |
| 2025 | Witch Watch                                                                  | Morihito Otogi (niño)    | [ 53 ]        |
| 2025 | Gorilla no Kami Kara Kago Sareta Reijō wa Ōritsu Kishidan de Kawaiigareru    | Leohart Namir (niño)     | [ 54 ]        |
| 2025 | Aharen-san wa Hakarenai Season 2                                             | Atsushi                  | [ 55 ]        |
| 2025 | Jigoku Sensei Nube                                                           | Akira Yamaguchi          | [ 56 ]        |

#### Películas
| Año  | Título                                                                          | Rol                 | Refs.       |
| ---- | ------------------------------------------------------------------------------- | ------------------- | ----------- |
| 2020 | Date A Bullet: Dead or Bullet                                                   | Isami Hijikata      | [ 57 ]      |
| 2020 | Hataraku Saibō!!: Saikyou no Teki, Futatabi. Karada no Naka wa "Chou" Oosawagi! | Nyuusankin (Panda)  | [ 7 ] [ 8 ] |
| 2020 | Date A Bullet: Nightmare or Queen                                               | Isami Hijikata      | [ 7 ] [ 8 ] |
| 2021 | Ai no Utagoe o Kikasete                                                         | Tōma Suzaki (joven) | [ 7 ] [ 8 ] |
| 2022 | Bokura no Yoake                                                                 | Shingo Kishi        | [ 58 ]      |
| 2023 | Hokkyoku Hyakkaten no Concierge-san                                             | Iwase               | [ 59 ]      |
| 2023 | Spy x Family Movie: Code: White                                                 | Damian Desmond      | [ 60 ]      |

#### ONAs
| Año  | Título                                                     | Rol               | Refs.       |
| ---- | ---------------------------------------------------------- | ----------------- | ----------- |
| 2016 | Huyao Xiao Hongniang: Beishan Yaodi                        | Kuan Shi (joven)  | [ 7 ] [ 8 ] |
| 2017 | Guru Guru Petit Anime Gekijō                               | Zaza              | [ 7 ] [ 8 ] |
| 2018 | Tomica Hyper Rescue Drive Head: Kidō Kyūkyū Keisatsu (ONA) | Gō Kurumada       | [ 7 ] [ 8 ] |
| 2018 | Gundam Build Divers Prologue                               | Yukio Hidaka      | [ 7 ] [ 8 ] |
| 2018 | Monster Strike The Animation                               | Joel              | [ 7 ] [ 8 ] |
| 2019 | Miru Tights                                                | Rui Moegi         | [ 7 ] [ 8 ] |
| 2020 | Beyblade Burst Sparking                                    | Hyuga Asahi       | [ 61 ]      |
| 2020 | Gundam Build Divers Re:Rise 2nd Season                     | Yukio Hidaka      | [ 7 ] [ 8 ] |
| 2022 | Chikyūgai Shōnen Shōjo                                     | Tōya Sagami       | [ 62 ]      |
| 2022 | Spriggan                                                   | Yū Ominae (joven) | [ 7 ] [ 8 ] |
| 2024 | Great Pretender: Razbliuto                                 | Abigail Jones     | [ 63 ]      |
| 2024 | Overlord Movie 3: Sei Ōkoku-hen                            | Beebeezee         | [ 64 ]      |
| 2025 | Kairyū to Yūbinyasan                                       | Rio               | [ 65 ]      |
| 2025 | Leviathan                                                  | Deryn Sharp       | [ 66 ]      |

#### OVAs
| Año  | Título                                                                              | Rol                        | Refs.       |
| ---- | ----------------------------------------------------------------------------------- | -------------------------- | ----------- |
| 2016 | Mahō Tsukai no Yome: Hoshi Matsu Hito                                               | Emiru Niikura, Kōki Hatori | [ 7 ] [ 8 ] |
| 2018 | Yuragi-sō no Yūna-san OVA                                                           | Matora Mikogami            | [ 7 ] [ 8 ] |
| 2019 | Bokutachi wa Benkyō ga Dekinai: Nagisa ni Usemono Arite Senjin wa Enzen to [X] Suru | Kazuki Yuiga               | [ 7 ] [ 8 ] |

### Videojuegos
| Año  | Título                                           | Rol             | Refs.  |
| ---- | ------------------------------------------------ | --------------- | ------ |
| 2022 | Made in Abyss: Binary Star Falling into Darkness | Raul            | [ 67 ] |
| 2023 | 404 Game Re:set                                  | Hang-On         | [ 68 ] |
| 2023 | Final Fantasy XVI                                | Joshua Rosfield | [ 69 ] |

### Doblaje

#### Acción real
- Annika, Morgan (Silvie Furneaux)[70]
- Maligno, CST Winnie (Ingrid Bisu)[71]
- Peter Rabbit 2: The Runaway, Liam (Owen Beamond)[72]
- West Side Story, Maria (Rachel Zegler)[73]

#### Animación
- Elliott from Earth, Elliott[74]

## Premios y nominaciones
| Año  | Premios      | Categoría                   | Resultado | Refs. |
| ---- | ------------ | --------------------------- | --------- | ----- |
| 2021 | Seiyū Awards | Mejores Actrices Revelación | Ganadora  | [ 6 ] |